# Leonidas Morakis
Leonidas Morakis (griechisch Λεωνίδας Μωράκης) war ein griechischer Sportschütze, der an den Olympischen Spielen 1896 in Athen teilgenommen hat. Er trat im Wettbewerb mit der freien Pistole an, bei dem er Vierter wurde. Sein genaues Ergebnis ist unbekannt.